# Josef Effertz
Josef Effertz (* 29. März 1907 in Fliesteden; † 31. Mai 1984 in Bonn) war ein deutscher Landwirt und Politiker (FDP).

## Leben
Josef Effertz wurde als Sohn eines Landwirtes geboren. Nach dem Abitur am Gymnasium absolvierte er zunächst ein Praktikum und eine Ausbildung in der Landwirtschaft. 1930 nahm er ein Studium der Landwirtschaft, Zoologie und Tierpsychologie an der Rheinischen Friedrich-Wilhelms-Universität Bonn auf, das er 1933 mit dem Examen als Diplom-Landwirt beendete. Mit der Dissertationsschrift Die Wirkung des Lebensraumes und der Einfluß des Menschen auf die Entwicklung der Tierseele wurde er 1934 an der Landwirtschaftlichen Hochschule in Bonn-Poppelsdorf zum Dr. agr. promoviert. 
Anschließend arbeitete Effertz im elterlichen Betrieb, beteiligte sich am Aufbau einer großen Geflügelzucht und wirkte daneben als ehrenamtlicher Geschäftsführer der Deutschen Gesellschaft für Tierpsychologie. Zum 1. Mai 1933 trat er der NSDAP bei (Mitgliedsnummer 2.134.911).
Während des Zweiten Weltkrieges wurde er von 1939 bis 1944 mit einer „Notdienstverpflichtung“ zum landwirtschaftlichen Einsatz im besetzten Polen herangezogen, wo er Abteilungsleiter der Gruppe Erzeugung im Distrikt Lublin im Generalgouvernement war. Nach dem Kriegsende widmete sich Effertz dem Wiederaufbau des elterlichen Tierzuchtbetriebes. Daneben leistete er Mitarbeit beim Wiederaufbau landwirtschaftlicher Organisationen und Verbände. Zudem fungierte er als Geschäftsführer eines landwirtschaftlichen Wirtschaftsverbandes.
Effertz trat 1950 der FDP bei, war stellvertretender Kreisvorsitzender der FDP im Kreis Bergheim (Erft) und Vorsitzender des FDP-Bezirkes Köln. Außerdem war er stellvertretender Landesvorsitzender der FDP Nordrhein-Westfalen. In den 1960er-Jahren war er Vorsitzender des Agrarpolitischen Bundesausschusses der FDP. Zudem gehörte er dem Bundesvorstand sowie dem Bundeshauptausschuss der Partei an. Von 1954 bis zu seiner Mandatsniederlegung am 26. September 1961 war Effertz Mitglied des Nordrhein-Westfälischen Landtages. Dem Deutschen Bundestag gehörte er von 1961 bis zu seiner Mandatsniederlegung am 4. März 1968 an. Er war in beiden Wahlperioden über die Landesliste Nordrhein-Westfalen ins Parlament eingezogen.
Effertz amtierte vom 28. Februar 1956 bis zum 24. Juli 1958 als Minister für Ernährung, Landwirtschaft und Forsten in der von Ministerpräsident Fritz Steinhoff geführten Regierung des Landes Nordrhein-Westfalen. Von 1968 bis 1972 war er letzter Regierungspräsident des Regierungsbezirkes Aachen. Nach seiner Pensionierung wurde er zum nordrhein-westfälischen Grenzlandbeauftragten ernannt.
Besonders hat sich Josef Effertz für die Jagd in Nordrhein-Westfalen eingesetzt. Eng verbunden war er der Forschungsstelle für Jagdkunde und Wildschadensverhütung. In seine Zeit als zuständiger Landesminister fiel 1957 auf seine Initiative hin die Errichtung der zunächst privaten Stiftung und die Einrichtung des Instituts im Forsthaus Hardt. Nach seiner Ministerzeit gehörte er dem Kuratorium der Stiftung und ab 1976 dem Beirat der verstaatlichten Stelle an. Ehrenamtlich aktiv war er in diversen Pferdezucht- und Pferdesportvereinen, zum Beispiel als Vorsitzender des Trabrennvereins Gelsenkirchen e. V.
Effertz wurde 1977 mit dem Großen Bundesverdienstkreuz mit Stern ausgezeichnet.